# 1970 في النمسا
فيما يلي قوائم الأحداث التي وقعت خلال عام 1970 في النمسا.

## سياسة

### انتهاء فترة المنصب
- 1 يناير – كورت فالدهايم وزير خارجية النمسا [الإنجليزية]‏.

## مواليد

### فبراير
- 2 فبراير – أرنولد فالت لاعب كرة قدم نمساوي.

### أبريل
- 20 أبريل – غيرهارد ليبمان ممثل نمساوي.
- 29 أبريل – يوهانس زايلر ممثل نمساوي.

### مايو
- 11 مايو – إيفا ميناسه كاتبة نمساوية.
- 25 مايو – ساندرا دوفر لاعبة كرة مضرب نمساوية.

### أغسطس
- 22 أغسطس – ريشارد أوبرماير كاتب نمساوي.

### سبتمبر
- 1 سبتمبر – باربارا باولوس لاعبة كرة مضرب نمساوية.

### أكتوبر
- 16 أكتوبر – ليزا شبالت كاتبة نمساوية.

## وفيات

### يناير
- 27 يناير – ماريتا بلاو (مواليد 1894)

### مارس
- 21 مارس – مارلين هاشوفر (مواليد 1920) كاتبة نمساوية.

### أبريل
- 8 أبريل – الأمير فيليكس من بوربون-بارما (مواليد 1893)

### مايو
- 17 مايو – هاينز هارتمان (مواليد 1894)

### سبتمبر
- 29 سبتمبر – هانز كرونبرجر (مواليد 1920) فيزيائي بريطاني.